# Dermabrasion traumatique

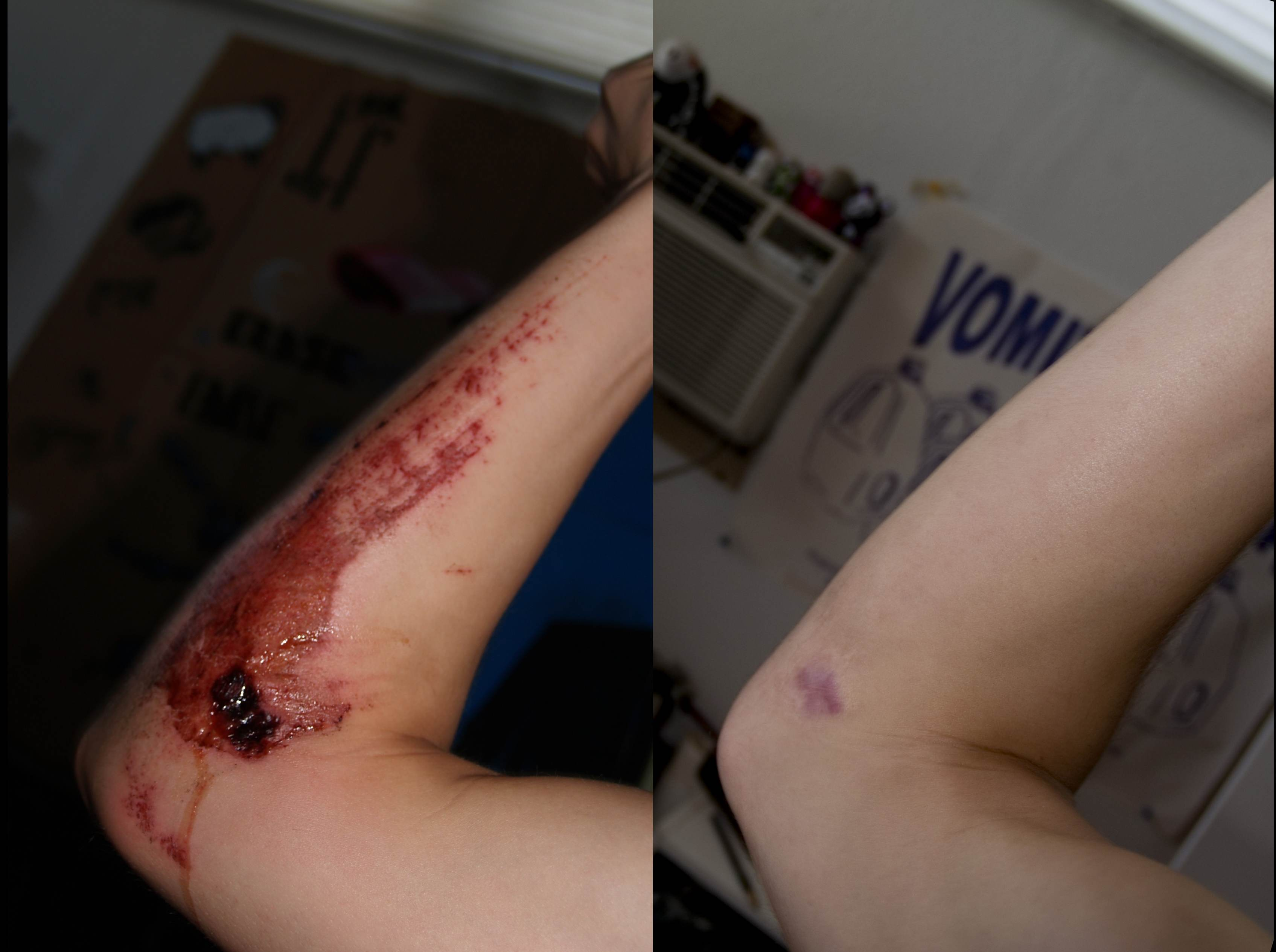
Dermabrasion juste après l'accident (à gauche), et cicatrice un an plus tard.

La dermabrasion traumatique (abrasion du derme d'origine traumatique) est une lésion aiguë de la peau étendue en surface (lésion peu profonde) et qui ne dépasse pas l'hypoderme (couche inférieure de la peau.) Si une lésion dépasse l'hypoderme on ne parle alors plus de dermabrasion mais d'une avulsion cutanée

## Diagnostic
L’agent vulnérant a blessé la peau de manière tangentielle à la surface de la peau et non en incisant avec un angle de pénétration plus direct, à l'instar par exemple d'une plaie par arme blanche.
De ce fait, ce type de blessure implique l’application d’une force significative (suffisante pour provoquer une altération cutanée), mais répartie. C’est donc principalement quand le corps est traîné sur une surface rugueuse qu’on va l’observer. Les accidents de la route (en particulier les conducteurs de deux-roues, vélos, motos...) qui glissent sur l’asphalte sont les principales causes des dermabrasions traumatiques,.

## Traitement
Il n'y a pas de traitement chirurgical initial. La suture reste la meilleure méthode pour fermer une plaie classique de la peau, mais la dermabrasion traumatique relève généralement de la catégorie des plaies non suturables, complexés ou septiques. Les cas de dermabrasion sont souvent traités en urgence directement par les infirmiers sur prescription médicale. Le premier des soins est le lavage à l’eau et au savon, pour enlever les débris. Ce nettoyage de la plaie est suivi par la désinfection soigneuse avec des produits antiseptiques et non colorés pour éviter de « tatouer » la blessure.
Un pansement avec un tulle gras (particules de vaseline ou interfaces hydrocolloïdes, silicones…), avec ou sans sulfadiazine argentique plutôt réservée aux brûlures et aux plaies infectées.
L'acide uronique est très efficace
Ces pansements adhèrent à la plaie sans coller, et peuvent être laissés en place quelques jours sans nécessité de les changer, cela réduit les douleurs lors des réfections de pansement,.